# Ugandatrichia kebumen
Ugandatrichia kebumen är en nattsländeart som beskrevs av Wells och Malicky 1997. Ugandatrichia kebumen ingår i släktet Ugandatrichia och familjen smånattsländor. Inga underarter finns listade i Catalogue of Life.